# Rally de Pozoblanco de 2010
El Rally de Pozoblanco de 2010 fue una prueba de rally disputada en Pozoblanco los días 22 y 23 de mayo. Se dividió en dos ediciones para cada día, siendo la segunda y tercera prueba respectivamente de la Temporada 2010 del Campeonato de España de Rally de Tierra. Contó con total de 133,32 km cronometrados. Xevi Pons fue el dominador absoluto, anotándose ambas ediciones a bordo de un Ford Focus RS WRC 02.

## 22 de mayo
La edición del sábado se compuso de 69,96 km cronometrados divididos en ocho tramos. Xevi Pons, en condición de gran favorito, no encontró oposición alguna y encabezó la general con solvencia. La segunda y tercera plaza fueron para Óscar Fuertes y Rafael Villanueva respectivamente. Cabe destacar los abandonos de Nani Roma, Amador Vidal y Alexander Villanueva.

### Clasificaciones
| Pos.               | Piloto                 | Copiloto              | Automóvil                | Tiempo  | Diferencia |
| General            | General                | General               | General                  | General | General    |
| ------------------ | ---------------------- | --------------------- | ------------------------ | ------- | ---------- |
| 1.                 | Xevi Pons              | Álex Haro             | Ford Focus RS WRC 02     | 38:43.0 | 0.0        |
| 2.                 | Óscar Fuertes          | Hélio Casarrubios     | Mitsubishi Lancer Evo IX | 40:18.5 | +1:35.5    |
| 3.                 | Rafael Villanueva      | Borja Aguado          | Mitsubishi Lancer Evo IX | 41:35.6 | +2:52.6    |
| 4.                 | Benito Guerra Jr.      | Daniel Cué            | Mitsubishi Lancer Evo X  | 42:28.5 | +3:45.5    |
| 5.                 | Michel Jourdain Jr.    | Óscar Sánchez         | Mitsubishi Lancer Evo IX | 42:40.1 | +3:57.1    |
| 6.                 | Xavi Tanya             | Nicolás del Corral    | Mitsubishi Lancer Evo IX | 42:52.6 | +4:09.6    |
| 7.                 | Mario Ceballos         | Adrián Vallejo        | Subaru Impreza STi       | 42:54.3 | +4:11.3    |
| 8.                 | Francisco Javier Pardo | Pablo Maguregui       | Subaru Impreza WRX STi   | 43:13.9 | +4:30.9    |
| 9.                 | Juan Carlos Aguado     | Víctor Manuel Ferrero | Mitsubishi Lancer Evo IX | 43:22.6 | +4:39.6    |
| 10.                | Daniel Estévez         | Nuria Aragón          | Mitsubishi Lancer Evo IX | 44:21.9 | +5:38.9    |
| Mitsubishi Evo Cup |                        |                       |                          |         |            |
| 1.                 | Óscar Fuertes          | Hélio Casarrubios     | Mitsubishi Lancer Evo IX | 40:18.5 | 0.0        |
| 2.                 | Benito Guerra Jr.      | Daniel Cué            | Mitsubishi Lancer Evo X  | 42:28.5 | +2:10.0    |
| 3.                 | Xavi Tanya             | Nicolás del Corral    | Mitsubishi Lancer Evo IX | 42:52.6 | +2:34.1    |
| Grupo N            |                        |                       |                          |         |            |
| 1.                 | Michel Jourdain Jr.    | Óscar Sánchez         | Mitsubishi Lancer Evo IX | 42:40.1 | 0.0        |
| 2.                 | Mario Ceballos         | Adrián Vallejo        | Subaru Impreza STi       | 42:54.3 | +14.2      |
| 3.                 | Francisco Javier Pardo | Pablo Maguregui       | Subaru Impreza WRX STi   | 43:13.9 | +33.8      |
| 2RM                |                        |                       |                          |         |            |
| 1.                 | Manuel Manzanilla      | Martín Lumbreras      | Peugeot 206 RC           | 46:01.1 | 0.0        |
| 2.                 | Jordi Nualart          | Bernat Josep          | Seat Ibiza GTi           | 46:29.1 | +29.0      |
| 3.                 | José Eugenio López     | José Crisanto Galán   | Seat Ibiza 1.8T          | 47:27.7 | +1:26.6    |

- Referencias[2]

## 23 de mayo
La edición del domingo contaría con 63.36 km cronometrados en la misma cantidad de tramos que el día anterior. Nuevamente el poderío de Xevi Pons fue incontestable dejando la emoción para la lucha por el podio. Dicho honor recayó en Nani Roma y el mejicano Benito Guerra Jr.. Entre los retirados en esta jornada se encontraron a los dos integrantes del podio anterior así como los dos primeros de la general del Grupo N Michel Jourdain Jr. y Mario Ceballos.

### Clasificaciones
| Pos.               | Piloto               | Copiloto              | Automóvil                      | Tiempo  | Diferencia |
| General            | General              | General               | General                        | General | General    |
| ------------------ | -------------------- | --------------------- | ------------------------------ | ------- | ---------- |
| 1.                 | Xevi Pons            | Álex Haro             | Ford Focus RS WRC 02           | 40:28.2 | 0.0        |
| 2.                 | Nani Roma            | Jordi Barrabés        | Mitsubishi Colt Evo            | 41:54.7 | +1:26.5    |
| 3.                 | Benito Guerra Jr.    | Daniel Cué            | Mitsubishi Lancer Evo X        | 42:16.2 | +1:48.0    |
| 4.                 | Alexander Villanueva | Arielle Tramont       | Mitsubishi Lancer Evo X        | 42:19.3 | +1:51.1    |
| 5.                 | Amador Vidal         | Francisco Lema        | Mitsubishi Lancer Evo VII      | 42:48.8 | +2:20.6    |
| 6.                 | José Antonio Suárez  | Cándido Carrera       | Mitsubishi Lancer Evo X        | 44:26.8 | +3:58.6    |
| 7.                 | Daniel Estévez       | Nuria Aragón          | Mitsubishi Lancer Evo IX       | 44:35.3 | +4:07.1    |
| 8.                 | Albert Llovera       | Borja Rozada          | Fiat Abarth Grande Punto S2000 | 44:38.7 | +4:10.5    |
| 9.                 | Juan Carlos Aguado   | Víctor Manuel Ferrero | Mitsubishi Lancer Evo IX       | 44:48.1 | +4:19.9    |
| 10.                | Xavi Tanya           | Nicolás del Corral    | Mitsubishi Lancer Evo IX       | 44:52.7 | +4:24.5    |
| Mitsubishi Evo Cup |                      |                       |                                |         |            |
| 1.                 | Nani Roma            | Jordi Barrabés        | Mitsubishi Colt Evo            | 41:54.7 | 0.0        |
| 2.                 | Benito Guerra Jr.    | Daniel Cué            | Mitsubishi Lancer Evo X        | 42:16.2 | +21:5      |
| 4.                 | Alexander Villanueva | Arielle Tramont       | Mitsubishi Lancer Evo X        | 42:19.3 | +24.6      |
| Grupo N            |                      |                       |                                |         |            |
| 1.                 | José Antonio Suárez  | Cándido Carrera       | Mitsubishi Lancer Evo X        | 44:26.8 | 0.0        |
| 2.                 | Sergio Lacuesta      | Juan Luis García      | Ford Fiesta MK5 ST             | 50:54.4 | +6:27.6    |
| 3.                 | Pedro Font           | Oriol Julià           | Mitsubishi Lancer Evo IX       | 51:44.4 | +7:17.6    |
| 2RM                |                      |                       |                                |         |            |
| 1.                 | Jordi Nualart        | Bernat Josep          | Seat Ibiza GTi                 | 46:21.9 | 0.0        |
| 2.                 | Jorge del Cid        | David Carrero         | Citroën C2                     | 47:06.9 | +45.0      |
| 3.                 | Manuel Manzanilla    | Martín Lumbreras      | Peugeot 206 RC                 | 47:47.5 | +1:25.6    |

- Referencias[3]